# رانجاناثا
رانجاناثا (بالإنجليزية: Ranganatha)‏، هو إله هندوسي يرجع أصله إلى جنوب الهند، حيث كان بمثابة الإله الرئيسي لمعبد سري رانجاناثاسوامي، سريرانجام. وهو أحد أشكال فيشنو حيث يكون مُستريحًا وهادئًا، وهو مضطجع على الناغا عظيم الخلق أديشا ملك الثعابين. قرينته الأساسية هي الإلهة لاكشمي، والمعروفة أيضا باسم رانجناياكا. القرينتان الآخريان اللتان شوهدتا بجانب شخصيته المُضطجعة هما بوديفي ونيلا ديفي. يُصور على هيئة سيدٍ "مبتسمٍ" وهو نائم أو مستلق فوق الثعبان السماوي أديشا في بحر الانحلال الكوني (برالايا).
يكون فيشنو وهو في هذا الشكل مُنفتحًا على الاستماع إلى كل ما يعاني منه عباده ومن ثم يباركهم. وبصرف النظر عن عبادة جميع الهندوس له، فإن هذا الشكل له أهمية خاصة لمجتمع سري فايشنافا. اسمه باللغة السنسكريتية يعني "زعيم مكان التجمع أو المجلس"، وقد نُحت من الكلمتين السنسكريتية رانجا (مكان، مجلس) وناثا (سيد أو زعيم).